# Doamna Georges Charpentier și copiii săi
Doamna Georges Charpentier și copiii săi este o pictură în ulei pe pânză realizată de Auguste Renoir în 1878, care o înfățișează pe Marguerite Charpentier și pe copiii ei, Georgette și Paul. Metropolitan Museum of Art este proprietarul tabloului. Ca și în cazul tipic al altor portrete de femei realizate de Renoir, lucrarea include detalii care „poziționează” subiecții „în funcție de avere și statut”.
„Imaginea” din 1882 a tabloului Fiicele lui Edward Darley Boit de John Singer Sargent a fost comparată cu Doamna Georges Charpentier și copiii săi. Sargent o văzuse pe doamna Georges Charpentier și copiii ei la Salonul din 1879. Tabloul Emma și copiii săi din 1923 de George Wesley Bellows a fost, de asemenea, comparat cu Doamna Georges Charpentier și copiii săi. Sam Ratelle a spus că tabloul a inspirat rochia neagră Christian Siriano pe care Billy Porter a purtat-o la cea de-a 91-a ediție a Premiilor Oscar.